# Dwars in de Weg
Dwars in de(n) Weg is een onbewoond eiland in de Grevelingen van 80 hectare. Het ligt pal voor de haven van Brouwershaven. Er is een aanlegplaats voor watersporters.